# 菲娜爾希
菲娜爾希（1972年2月8日—），印尼前女子羽球運動員，專攻女子雙打。
菲娜爾希在1990年代贏得了許多重要的國際冠軍，大部分都是與莉莉·譚皮搭檔女子雙打。其中包括荷蘭羽球公開賽（1993年）、世界羽毛球大獎賽總決賽（1993年）、印尼羽球公開賽（1993年、1994年）、中華台北羽球公開賽（1994年）和羽球世界盃（1994年）。她還與另一位同胞艾麗莎·納薩內爾一起贏得了1996年亞洲羽球錦標賽冠軍。菲娜爾希和莉莉是1995年瑞士洛桑IBF世界錦標賽的銀牌得主。他們在1992年巴塞隆納奧運會的四分之一決賽中被淘汰，並在1996年亞特蘭大奧運會的十六強賽被淘汰出局。
然而，菲娜爾希職業羽球生涯的兩大亮點並非在任何個人賽事中取得勝利。更確切地說，她與譚皮在1994年和1996年的最後一輪優霸盃（國際女子團體賽）中都取得了令人意想不到的勝利，這對於幫助印尼打敗長期統治女子羽壇的中國隊至關重要。

## 外部連結
- 菲娜爾希在世界羽球聯盟的登錄資料